# Mbanya (cours d'eau)
Le Mbanya, aussi orthographié Banya, est un des 9 principaux cours d'eau traversant la ville de Douala au Cameroun. Il se jette dans le Wouri au niveau de la descente Akwa-Nord vers Bonamoussadi à Douala.

## Description
Le Mbanya enregistre des débordements d'eau lors des grandes pluies. Il fait partie des 9 bassins versants de la ville et se jette sur le Wouri, au niveau du chantier naval,.
Il constitue la limite est du quartier Akwa Nord et Bonamoussadi. Il passe à Deïdo, Bépanda avant de se jeter dans le Wouri.
La mangrove initialement présente fait l'objet d'une forte déforestation.

## Géographie
Il sépare l’arrondissement de Douala Ier à l’Est de Douala IIIe,,. Le bassin versant de superficie 452 ha est bordé de quartiers populaires et insalubres. Il draine les eaux du plateau Bépanda.
Le Mbanya est un point de déversement des ordures, ce qui réduit le débit du cours d'eau.

## Hydrométrie
Avec un réseau hydrographique très dense, la plaine littorale est découpée par les cours d’eau à régime permanent qui circulent dans les bas-fonds inondables de Douala et drainent les eaux de ruissèlement et probablement celles des nappes d’eau sous-jacentes. Ces cours d’eau s’écoulent en général du Nord-Est vers le Sud-Ouest et peuvent être classés en huit bassins versants majeurs. Le Mbanya dont les eaux s’écoulent à travers une partie de Deido et d’Akwa pour relier Bépanda au Wouri ;